# 500 miles d'Indianapolis 1970

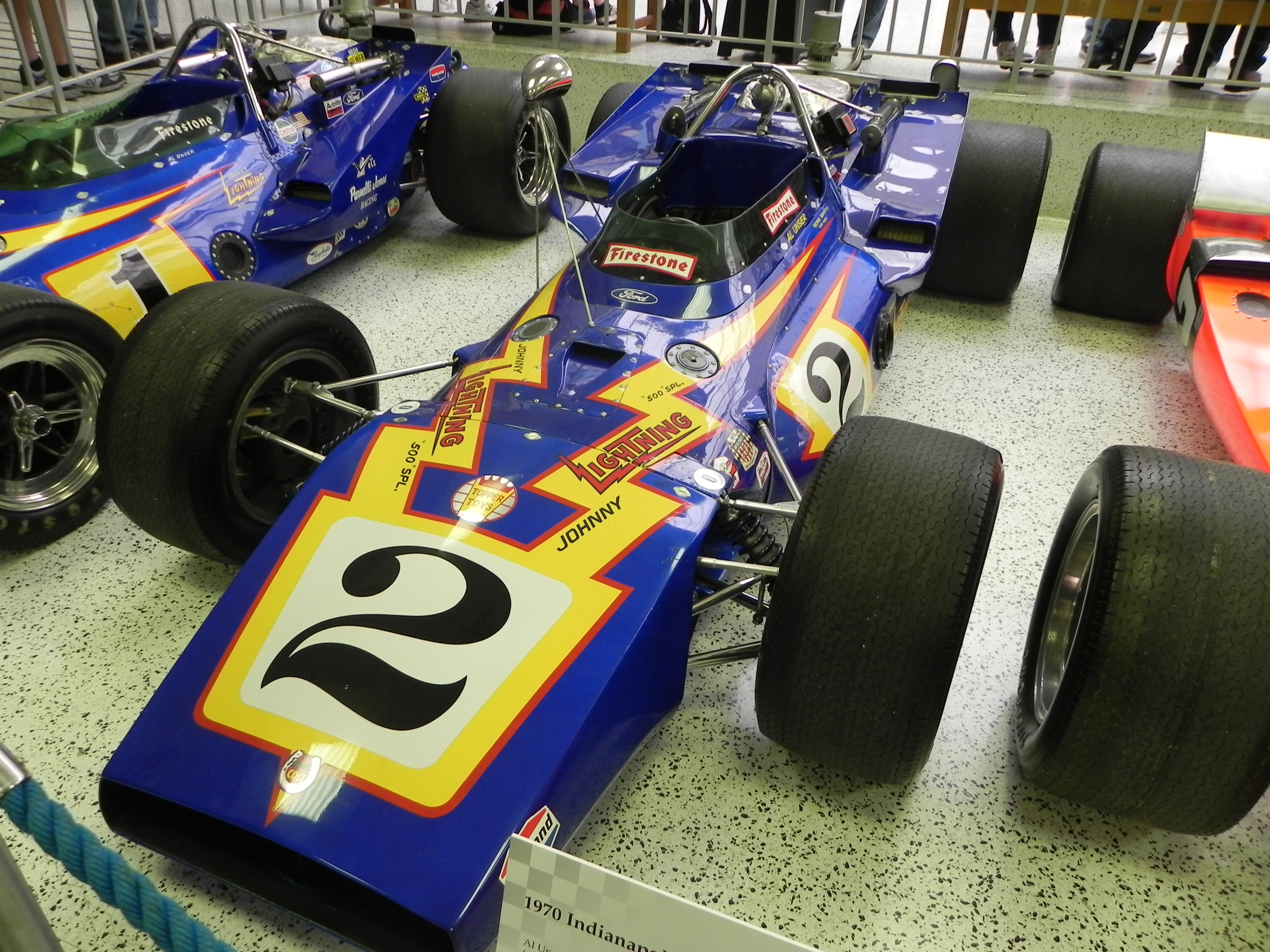
La Colt-Ford d'Al Unser, victorieuse de l'édition 1970 des 500 miles d'Indianapolis.

Les 500 miles d'Indianapolis 1970, disputés sur l'Indianapolis Motor Speedway le samedi 30 mai 1970, ont été remportés par le pilote américain Al Unser sur une Colt-Ford.

## Grille de départ
| Ligne | Intérieur        | Milieu            | Extérieur        |
| 1     | Al Unser         | Johnny Rutherford | A. J. Foyt       |
| 2     | Roger McCluskey  | Mark Donohue      | Art Pollard      |
| 3     | Bobby Unser      | Mario Andretti    | Jim Malloy       |
| 4     | George Snider    | Dan Gurney        | Mike Mosley      |
| 5     | LeeRoy Yarbrough | Bruce Walkup      | Rick Muther      |
| 6     | Peter Revson     | Gordon Johncock   | Joe Leonard      |
| 7     | Carl Williams    | Gary Bettenhausen | George Follmer   |
| 8     | Mel Kenyon       | Donnie Allison    | Wally Dallenbach |
| 9     | Lloyd Ruby       | Jack Brabham      | Ronnie Bucknum   |
| 10    | Greg Weld        | Jerry Grant       | Bill Vukovich II |
| 11    | Dick Simon       | Sammy Sessions    | Jim McElreath    |

La pole a été réalisée par Al Unser à la moyenne de 273,944 km/h. Il s'agit également du meilleur temps des qualifications.

## Classement final
| no | Pilote             | Voiture              | Tours | Temps/Abandon |
| 1  | Al Unser           | Colt-Ford            | 200   |               |
| 2  | Mark Donohue       | Lola-Ford            | 200   |               |
| 3  | Dan Gurney         | Eagle-Offenhauser    | 200   |               |
| 4  | Donnie Allison (R) | Eagle-Ford           | 200   |               |
| 5  | Jim McElreath      | Coyote-Ford          | 200   |               |
| 6  | Mario Andretti     | McNamara-Ford        | 199   |               |
| 7  | Jerry Grant        | Eagle-Offenhauser    | 198   |               |
| 8  | Rick Muther (R)    | Hawk II-Offenhauser  | 197   |               |
| 9  | Carl Williams      | McLaren-Offenhauser  | 197   |               |
| 10 | A. J. Foyt         | Coyote-Ford          | 195   |               |
| 11 | Bobby Unser        | Eagle-Ford           | 192   |               |
| 12 | Sammy Sessions     | Vollstedt-Ford       | 190   |               |
| 13 | Jack Brabham       | Brabham-Offenhauser  | 175   | moteur        |
| 14 | Dick Simon (R)     | Vollstedt-Ford       | 168   |               |
| 15 | Ronnie Bucknum     | Morris-Ford          | 162   | accident      |
| 16 | Mel Kenyon         | Coyote-Offenhauser   | 160   | accident      |
| 17 | Wally Dallenbach   | Eagle-Ford           | 143   | mécanique     |
| 18 | Johnny Rutherford  | Eagle-Offenhauser    | 135   | mécanique     |
| 19 | LeeRoy Yarbrough   | Vollstedt-Ford       | 107   | mécanique     |
| 20 | George Snider      | Coyote-Ford          | 105   | suspension    |
| 21 | Mike Mosley        | Eagle-Offenhauser    | 96    | radiateur     |
| 22 | Peter Revson       | McLaren-Offenhauser  | 87    | mécanique     |
| 23 | Bill Vukovich II   | Brabham-Offenhauser  | 78    | embrayage     |
| 24 | Joe Leonard        | Colt-Ford            | 73    | mécanique     |
| 25 | Roger McCluskey    | Scorpion-Ford        | 62    | suspension    |
| 26 | Gary Bettenhausen  | Gerhardt-Offenhauser | 55    | moteur        |
| 27 | Lloyd Ruby         | Mongoose-Offenhauser | 54    | mécanique     |
| 28 | Gordon Johncock    | Gerhardt-Ford        | 45    | moteur        |
| 29 | Bruce Walkup       | Mongoose-Offenhauser | 44    | mécanique     |
| 30 | Art Pollard        | Kingfish-Offenhauser | 28    | moteur        |
| 31 | George Follmer     | Hawk III-Ford        | 18    | mécanique     |
| 32 | Greg Weld (R)      | Gerhardt-Offenhauser | 12    | moteur        |
| 33 | Jim Malloy         | Gerhardt-Offenhauser | 0     | accident      |

Un (R) indique que le pilote était éligible au trophée du "Rookie of the Year" (meilleur débutant de l'année), attribué à Donnie Allison.

## Sources
- (en) Résultats complets sur le site officiel de l'Indy 500